# A.S.D. AGSM Verona F.C.
Associazione Sportiva Dilettantistica AGSM Verona Calcio Femminile, tidligere fra 2007 til 2013 kendt som A.S.D. Bardolino Verona C.F., er en italiensk fodboldklub for kvinder. Klubben blev etableret i 1995 og spiller i Serie A. Holdet har vundet Serie A mesterskabet fem gange, i 2004–05, 2006–07, 2007–08, 2008–09 og 2014–15, og har vundet Coppa Italia tre gange, i 2005–06, 2006–07 og 2008–09.

## Aktuel trup
Pr. 15. november 2016.
| Nr. | Land       | Position | Spiller             |
| --- | ---------- | -------- | ------------------- |
| 1   | Tyskland   | MM       | Anke Preuss         |
| 3   | Holland    | FO       | Kim Dolstra         |
| 4   | Italien    | MI       | Aurora Galli        |
| 5   | Spanien    | FO       | Marta Carro         |
| 6   | Italien    | FO       | Federica Di Criscio |
| 8   | Italien    | AN       | Melania Gabbiadini  |
| 9   | Grækenland | AN       | Sophia Koggouli     |
| 10  | Italien    | MI       | Manuela Giugliano   |
| 12  | Italien    | MM       | Camilla Forcinella  |
| 13  | Italien    | FO       | Lisa Boattin        |
| 14  | Italien    | MI       | Angelica Soffia     |

| Nr. | Land    | Position | Spiller               |
| --- | ------- | -------- | --------------------- |
| 15  | Italien | FO       | Sofia Meneghini       |
| 17  | Italien | AN       | Veronica Pasini       |
| 18  | Italien | AN       | Martina Piemonte      |
| 19  | Italien | MI       | Elena Nichele         |
| 20  | Holland | MI       | Dominique Bruinenberg |
| 21  | Italien | AN       | Carolina Poli         |
| 22  | Italien | FO       | Michela Rodella       |
| 25  | Italien | FO       | Caterina Ambrosi      |
| 26  | Italien | FO       | Camilla Pavana        |
| 31  | Schweiz | MM       | Gaëlle Thalmann       |